# شهرستان بوکو-سونگو
شهرستان بوکو-سونگو (به لاتین: Boko-Songho District) یک منطقهٔ مسکونی در جمهوری کنگو است که در بخش بوئنزا واقع شده‌است.